# سارة ماير
سارة ماير هي متزلجة فنية سويسرية، ولدت في 4 مايو 1984 في بولاخ في سويسرا.

## وصلات خارجية
- الموقع الرسمي
- سارة ماير على موقع الاتحاد الدولي للتزلج (الإنجليزية)
- سارة ماير على موقع أوليمبيديا (الإنجليزية)